# Bergmarmerwitje
Het bergmarmerwitje (Euchloe simplonia) is een vlindersoort uit de familie van de Pieridae (witjes), onderfamilie Pierinae.
Het bergmarmerwitje komt voor in het westelijk deel van de Alpen, in Spanje en mogelijk in Noord-Afrika (niet volgens de Rode Lijst van de IUCN).
De waardplanten van het marmerwitje zijn soorten Biscutella, Iberis en Sisymbrium. De soort overwintert als pop, soms meerdere jaren.
Euchloe simplonia werd in 1829 beschreven door Freyer.